# Saimir Strati
Saimir Strati (ur. 11 kwietnia 1966 w Tiranie) – albański twórca mozaik, wpisany do księgi rekordów Guinnessa za największe mozaiki na świecie.

## Życiorys
4 września 2006 roku wystawiono w Piramidzie w Tiranie największą mozaikę z gwoździ; dzieło przedstawia Leonarda da Vinci i ma powierzchnię 8 m².
4 września 2007 roku w Piramidzie w Tiranie miała miejsce prezentacja największej na świecie mozaiki z wykałaczek autorstwa Saimira Stratiego; dzieło ma powierzchnię 8 m², powstało z 1.5 miliona wykałaczek, a artysta pracował nad nim 40 dni.
W 2011 roku Saimir Strati utworzył największą na świecie mozaikę z ziaren kawy; dzieło ma powierzchnię 25.1 m², było wykonane ze 140 kg ziaren kawy i przedstawia pięciu artystów z różnych części świata.
W 2017 roku Strati stworzył jedno ze swoich najważniejszych dzieł; przedstawia ono Matkę Teresę z Kalkuty, ma powierzchnię 10 m² i zostało wykonanę z 1.5 miliona brązowych i białych zszywek. Mozaika znajduje się w Narodowym Muzeum Kosowa w Prisztinie.
W 2019 roku stworzył największą mozaikę ze śrub; dzieło ma wymiary 293 cm wysokości i 463 cm długości, zostało wykonane z około 250 tys. śrub i znajduje się w tureckiej miejscowości Bor.